# 皮索欽 (博霍杜希夫區)
50°11′10″N 35°39′11″E / 50.18611°N 35.65306°E
皮索欽（烏克蘭語：Пісочин）是位於烏克蘭東部的村莊，由哈爾科夫州博霍杜希夫區的博霍杜希夫市鎮負責管轄。該村始建於1794年，面積1.04平方公里，海拔高度134米，2001年人口47，人口密度每平方公里45人。